# Andreas Rojewski
Andreas Rojewski bzw. polnisch Andrzej Rojewski (* 20. August 1985 in Wejherowo, Polen) ist ein ehemaliger polnischer und  deutscher Handballspieler. Seine Spielposition ist die rechte Rückraumseite, er kann aber auch auf Rechtsaußen eingesetzt werden.

## Karriere

### Verein
Rojewski begann seine Karriere beim VfL Fredenbeck und spielte ab 2001 für den SC Magdeburg. Zunächst spielte er zwei Jahre bei den Youngsters und seit 2003 im Team der 1. Mannschaft in der Handball-Bundesliga. Mit dem SCM gewann er 2007 den EHF-Pokal und 2016 den DHB-Pokal.
Von 2016 bis 2019 lief er für den SC DHfK Leipzig auf. In seiner ersten Saison wurde er mit 114 Toren, davon 27 Siebenmeter, bester Torschütze bei den Leipzigern.

### Nationalmannschaft
2005 nahm er mit der deutschen U-21 Nationalmannschaft an der WM teil. Nachdem er 2006 und 2007 kurz hintereinander zwei Kreuzbandrisse erlitten hatte, gab er im Jahr 2008 gegen Bulgarien sein Debüt in der deutschen Nationalmannschaft. Hier konnte er auch seine ersten beiden Länderspieltore erzielen. Im Oktober 2014 gab er bekannt, dass er zukünftig für die polnische Nationalmannschaft auflaufen wird und gab dort im Jahr 2015 gegen Deutschland sein Debüt.

## Erfolge
- EHF-Pokal-Finaleinzug 2004/05
- EHF-Pokal 2007
- DHB-Pokal 2016